# Serotyp

Två serotyper 1a och 1b med antigen 2a och 2b på ytan. Antikroppar 3a och 3b med möjlighet att binda till antigen på ytan av motsvarande serotyp.

Serotyper är ett sätt att dela in mikroorganismer efter vilka strukturer som finns på mikroorganismernas yta, så kallade serotypspecifika antigen. En grupp av virus eller bakterier med identiska eller liknande serotypspecifika antigen räknas till samma undergrupp inom arten, alltså samma serotyp. 
En infekterad organisms immunförsvar gör att den infekterade organismen bildar antikroppar mot serotypspecifika antigen på den infekterande mikroorganismen. Detta faktum utnyttjar man i serologiska test som används för att kategorisera mikroorganismer till en serotyp. I en sådan serologisk detektion utnyttjar man att en antikropp binder till sitt antigen: spårande antikroppar får möjlighet att passa mot och binda till serotypspecifika antigen. 
En vanlig metod är ELISA. Andra (mindre känsliga) metoder utnyttjar att synliga utfällningar bildas då antikroppar binder till sina specifika antigener.